# Tmsnc
Tmsnc é um cliente de MSN baseado em modo texto para Linux. A interface é baseada nas bibliotecas ncurses, de modo que é fácil desenvolvê-lo para outros sistemas operacionais baseados em Unix como OpenBSD e Mac OS. Ele é extremamente útil quando nos encontramos com uma interface gráfica (talvez apenas shell) ou hardware com poucos recursos. A licença é livre e pública.
Até a presente data, o programa não tem suporte a redes com servidores de proxy.